# Los Pepones
Los Pepones és un petit poble axàrquic inserit al municipi de Vélez-Màlaga (Màlaga), Andalusia. Està situat entre les poblacions de Benamocarra i Almàchar. Per arribar a aquesta població, hem d'anar per la Carretera MA-3112 (Vélez-Màlaga- El Borge), i després s'ha d'agafar la desviació al km.6 de l'esmentada carretera. Los Pepones té aproximadament una trentena d'habitatges i zones demarcats: Los Pepones, "Cortijá Patarra" i Jibares. Cada any a Los Pepones hi torna molta gent d'origen de la zona, que viu a l'Àrea Metropolitana de Barcelona.
La principal activitat econòmica és l'agricultura subtropical (avocats i mangos) i la trilogia mediterrània (en extinció), a més té una petita indústria de ferralles d'un particular.
Respecte a la història, s'ha de destacar la construcció a l'època dels àrabs d'una torre ja destruïda (Atalaya Baja), situada a 1,5 km del centre del nucli urbà. Encara hi ha restes de la construcció. També cal destacar la possibilitat que el famós pensador Hispa-jueu Maimònides nasqués a la zona. És destacable la celebració cada any del certamen de "Arte a Campo Abierto", que se celebra a l'agost. També cap mencionar la romeria i el dia de la Immaculada Concepció (8 de desembre).